# Psathyrella sphaerocystis
Psathyrella sphaerocystis är en svampart som beskrevs av P.D. Orton 1964. Psathyrella sphaerocystis ingår i släktet Psathyrella och familjen Psathyrellaceae.  Artens status i Sverige är: . Inga underarter finns listade i Catalogue of Life.